# Parabioxys songbaiensis
Parabioxys songbaiensis är en stekelart som beskrevs av Shi och Chen 2001. Parabioxys songbaiensis ingår i släktet Parabioxys och familjen bracksteklar. Inga underarter finns listade i Catalogue of Life.